# Locomotiva FS 745
La locomotiva gruppo 745 era una locomotiva a vapore delle Ferrovie dello Stato con rodiggio 1-4-0 a vapore surriscaldato a 2 cilindri interni e a semplice espansione con velocità massima di 75 km/h.

## Storia
Le locomotive del gruppo 745 vennero progettate e costruite negli anni precedenti la prima guerra mondiale allo scopo di risolvere il problema del traino di treni pesanti su linee ferrate che presentavano forti acclività.
La locomotiva fu costruita con il classico rodiggio 1-4-0.
Il diametro delle ruote motrici non troppo piccolo ricalcò quello di tante già esistenti locomotive per treni viaggiatori permettendone un uso polivalente; ne risultò una macchina in grado di raggiungere i 75 km/h con una potenza continuativa di 1 250 cavalli alla velocità di 55 chilometri orari.

## Caratteristiche tecniche
La locomotiva era fornita di una caldaia della lunghezza totale di 9775 mm con una pressione massima di 12 bar fornita di surriscaldatore di vapore tipo Schmidt. 
Era una macchina a semplice espansione con cilindri interni. La distribuzione era del tipo Walschaert con distributori cilindrici esterni.
Tale filosofia costruttiva era già stata collaudata e sviluppata per altri gruppi di locomotive FS come il 640 e 625. 
La potenza continuativa sviluppata dalla locomotiva a 55 chilometri orari era di 1250 cavalli.
La locomotiva era costituita da un carro su cui erano disposte le quattro ruote motrici del diametro (a cerchioni nuovi) di 1600 mm e una sala anteriore che costituiva un carrello di tipo italiano con la prima ruota accoppiata.
La locomotiva era dotata di apparecchiature e condotte per il riscaldamento a vapore delle carrozze.
Il sistema frenante prevedeva, oltre al freno a mano di stazionamento, il freno moderabile e il freno continuo automatico ad aria compressa.
Il tender, a carrelli, trasportava 18 tonnellate d'acqua e 6 tonnellate di carbone.